# 6P/д’Арре
Комета д’Арре (6P/d’Arrest) — короткопериодическая комета из семейства Юпитера, которая была открыта 28 июня 1851 года прусским астрономом Генрихом д’Арре в созвездии Рыб. Он описал её как «очень большую, но слабую». Комета обладает довольно коротким периодом обращения вокруг Солнца — чуть менее 6,56 года.
- Орбита кометы д’Арре и её положение в Солнечной системе

## История наблюдений
Данная комета никогда не была особенно яркой и долгое время оставалась довольно заурядной кометой, пока в 1950 году примерно через три недели после прохождения перигелия комета не испытала внезапную вспышку яркости, которая увеличила её блеск с ожидаемых 12,5 m до 10,5 m звёздных величин.
Ещё более примечательное событие произошло в 1976 году: тесное сближение с Юпитером в 1968 году (0,42 а. е.) привело к смещению перигелия ближе к Солнцу до 1,17 а. е. Это в свою очередь привело к тому, что прохождение новой точки перигелия произошло именно в момент, когда Земля была рядом. В результате 13 августа в момент наиболее тесного сближения, комету и Землю разделяло всего 0,15 а. е. Столь малое расстояние привело к небывалому для этой кометы увеличению яркости до 4,9 m звёздных величин. Также наблюдатели отметили длинный хвост, простиравшийся на 1 ° градус.
В 1991 году Андреа Карузи, Джованни Вальсекки, Любор Кресак, а также Маргарита Кресакова исследуя орбиту кометы независимо друг от друга пришли к выводу, что данная комета является возвращением ранее открытой Филиппом де Ля Гиром в 1678 году.
9 августа 1995 года произошло ещё одно тесное сближение с Землёй, на этот раз до расстояния в 0,3996 а. е. Но максимальной яркости в 7,5 m комета достигла лишь чуть позднее, в последние дни августа. А ровно через 13 лет в тот же день (9 августа) комета вновь прошла рядом с Землёй и почти такой же расстоянии в 0,35 а. е.
В 2007 году комета рассматривалась как одна из десяти возможных целей для миссии по доставке образцов кометного вещества на Землю в рамках программы новые рубежи. Но в итоге конечной целью была выбрана комета Чурюмова — Герасименко.